# أدريان بلير
أدريان بلير (بالإنجليزية: Adrian Blair) (مواليد 21 ديسمبر 1943) هو ملاكم أسترالي، مثّل بلاده في الألعاب الأولمبية الصيفية 1964.

## وصلات خارجية
أدريان بلير على موقع اللجنة الأولمبية الدولية (الإنجليزية)
- أدريان بلير على موقع أوليمبيديا (الإنجليزية)
- أدريان بلير على موقع اللجنة الأولمبية الأسترالية (الإنجليزية)
- أدريان بلير على موقع اتحاد ألعاب الكومنولث (مؤرشف) (الإنجليزية)